# Mohammed III (Nasriden)
Mohammed III (15 augustus 1257 – 21 januari 1314) was de derde heerser van het Koninkrijk Granada, hij regeerde van 1302 tot 1309. 

## Levensloop
Mohammed III volgde zijn vader Mohammed II al-Faqih op in 1302. Zijn vader speelde in op de rivaliteit tussen de Kroon van Castilië en Koninkrijk Aragon (zie Slag bij Iznalloz), daar wilde Mohammed III een einde aan maken door vrede te sluiten met beide partijen.
In 1304 werd hij benaderd door Uthman ibn Abi al-Ula, een opstandige Marokkaanse prins, met de vraag hem te helpen op de Merinidische troon. De Meriniden lagen sinds 1299 in conflict met hun buren de Zianiden. In 1306 veroverde Mohammed III Ceuta. Abu Yaqub Yusuf an-Nasr, sultan van de Meriniden werd in 1307 vermoord en Uthman riep zichzelf uit tot nieuwe sultan. Sultan Abu al-Rabi Sulayman (1308-1310) verjoeg Uthman, die vluchtte naar Granada.
1309 was een sleuteljaar. Alhoewel Mohammed III nu op het toppunt was van zijn regeerperiode, hij was meester over de Straat van Gibraltar, werd hij datzelfde jaar afgezet. Hij was 51 jaar en zo goed als blind, de sterke man achter de schermen, Abu Abdallah ibn al-Hakim, werd op 14 maart vermoord en Mohammed III werd gedwongen af te treden. Intussen hadden Castilië en Aragon een verdrag getekend om samen de Straat van Gibraltar in handen te krijgen. Het Eerste beleg van Gibraltar begon in de zomer van 1309.
Mohammed III werd verbannen naar zijn zomerpaleis Generalife en vervangen door zijn broer Nasr. Mohammed III werd vermoord op 21 januari en zijn broer werd afgezet op 8 februari 1314. Ismail I was nu heerser van Granada.